# الدولة الوطاسية
ينحدر الوطاسيون من إحدى فروع قبيلة زناتة الأمازيغية في المغرب حيث كانت مواطنهم في الأجزاء الشمالية من الصحراء المغربية. في القرن الـ13 م. بدأ ظهورهم مع المرينيين واقتسموا السلطة في المغرب الأقصى، فكان أن نزحوا إلى منطقة الريف شمال المغرب ومن هناك بدأ توسعهم حتى أطاحوا بدولة بني مرين. تولوا سنوات (1358-1375م) ثم (1393-1458م) الوزارة والحجابة عندما كان يتولى الحكم سلاطين لم يكونوا قد بلغوا سن الرشد بعد (كانوا أطفالا). سنة 1458م قضى أكثرهم في مذبحة دبرها لهم المرينيون. لم ينج من المذبحة إلا أخوان اثنان، أحد الناجين محمد الشيخ المهدي (1472-1505م) والذي استقر منذ 1465م في أصيلة واستطاع أن يستولي على الحكم عندما دخل فاس سنة 1472م.
بمجرد وصول الشيخ الوطاسي إلى فاس وقبل أن يستولي على المدينة ويقضي نهائيا على الحكم المريني تعرضت مدينة أصيلة لغزو برتغالي، وكان على الوطاسيين أن يقودوا حملات عسكرية ضد البرتغاليين في الثغور الشمالية سبتة وطنجة وأصيلة وأن يقوموا في نفس الوقت بالقضاء على الإمارات الصغيرة التي استغلت ضعف السلطة المركزية مثل أسرة المنظري وبني راشد وإمارة دبدو، بدون الحديث عن المناطق الموجودة جنوب وادي أم الربيع والتي كانت شبه مستقلة،
وبعض المدن والمناطق التي أخذت تنزع إلى الاستقلال عن المملكة من جهة أخرى.
أثناء فترة حكم محمد البرتقالي (1505-1524م) ثم أبي العباس أحمد (1524-1550م)، واجه المغرب ضغوطا كبيرة أمام حملات البرتغاليين والإسبان، فقد المغرب نتيجتها العديد من المناطق الساحلية. ومع ذلك، أتى الخطر الحقيقي على الوطاسيين من السعديين الذين كانوا قد بدؤوا شن حملاتهم انطلاقا من الصحراء. قتل آخر السلاطين الوطاسيين سنة 1554 أثناء إحدى معاركه مع السعديين.

## قائمة الحكام الوطاسيين

### الأمراء الوطاسيون
- 1420 - 1448 : أبو زكرياء يحي الوطاسي.
- 1448 - 1458 : علي بن يوسف الوطاسي.
- 1458 - 1459 : يحي بن أبي زكرياء يحي.

### السلاطين الوطاسيون
- 1472 - 1504 : محمد الشيخ المهدي.
- 1504 - 1526 : محمد أبو عبد الله البرتقالي.
- 1526 - 1526 : علي أبو حسون.
- 1526 - 1545 : أبو العباس أحمد بن محمد.
- 1545 - 1547 : ناصر الدين القاصري محمد بن أحمد.
- 1547 - 1549 : أبو العباس أحمد بن محمد.
- 1554 - 1554 : علي أبو حسون.

## وصلات خارجية
- الوطاسيون